# Gae Aulenti
Gae Aulenti, właśc. Gaetana Aulenti (ur. 4 grudnia 1927 w Palazzolo dello Stella, zm. 31 października 2012 w Mediolanie) – włoska architekt i dekoratorka wnętrz.

## Życiorys
Studiowała w Mediolanie. Brała udział w projektowaniu Musée d’Orsay (1980–1986) i Centre Georges Pompidou w Paryżu oraz renowacji Palazzo Grassi w Wenecji (1985–86).